# Boixos de Santa Eulàlia
Els Boixos de Santa Eulàlia (Buxus sempervirens) són un conjunt de vuit boixos comuns que es troben a les Llosses (el Ripollès).

## Dades descriptives
- Perímetre del tronc a 1,30 m: 0,95 m (tronc I) i 0,81 m (tronc II).
- Perímetre de la base del tronc: 1,17 m (tronc I) i 1,23 m (tronc II).
- Alçada: 6,50 m.
- Amplada de la capçada: 3,20 m.
- Altitud sobre el nivell del mar: 1.013 m.[1]

## Entorn
Es troben dins el cementiri de Santa Eulàlia, una ermita documentada l'any 975, la qual es troba a les capçaleres de la vall de Merlès i de la vall d'Estiula. El paisatge del lloc està compost per boscos de pi roig, amb faig i rouredes de martinenc. Tanmateix, predominen les pastures amb un nombrós ramat de vaques. Molt a prop hi ha una alzina coronada i també són remarcables els freixes de fulla grossa dels voltants de l'ermita.

## Aspecte general
Tenen un aspecte del tot saludable i llur envergadura ocupa gairebé tota la superfície d'on estan enterrats els morts. L'exemplar més gran és bifurcat i de dimensions considerables, tot i que el que destaca és el conjunt.

## Curiositats
Encara que el boix comú és apreciat pel seu valor ornamental, en el cas dels de Santa Eulàlia sembla que tenen reservada una funció de significança religiosa. En alguns indrets la ubicació dels arbres en el mateix cementiri s'associa a la idea ancestral que els arbres recullen l'esperit dels morts i els tractes realitzats a sota seu queden protegits per les ànimes d'aquests.

## Accés
Des de la carretera C-26 de Ripoll a Berga (passat Santa Maria de Matamala), en el punt quilomètric 174, a la dreta, cal agafar el trencall cap al càmping El Saiol. Passat aquest, cal prosseguir el camí veïnal i, a uns 4 quilòmetres, hi ha l'ermita de Santa Eulàlia. GPS 31T 0423101 4668613.